# 单应性
单应性是几何中的一个概念。单应性是一个从实射影平面到射影平面的可逆变换，直线在该变换下仍映射为直线。具有相同意义的词还包括直射变换、射影变换和射影性等， 不过“直射变换”也在更广义的范围内使用。
形式化地说，射影变换是一种在射影几何中使用的变换：它是一对透视投影的组合。它描述了当观察者视角改变时，被观察物体的感知位置会发生何种变化。射影变换并不保持大小和角度，但会保持重合关系和交比——两个在射影几何中很重要的性质。射影变换形成了一个群。
对于更广义的射影空间——具有不同维度或不同的域——来说，“单应性”代表射影线性变换（由其相关的向量空间的线性变换导出的可逆变换），而“直射变换”（意为“把直线映射为直线”）更为广义，它既包含了单应性，也包含了自同构直射变换（由域自同构导出的直射变换），或者是这两者的组合。

## 计算机视觉中的应用
在计算机视觉领域中，空间中同一平面的任意两幅图像通过单应性关联在一起（假定是针孔相机）。比如,一个物体可以通过旋转相机镜头获取两张不同的照片(这两张照片的内容不一定要完全对应,部分对应即可),我们可以把单应性设为一个二维矩阵M,那么照片1乘以M就是照片2。
这有着很多实际应用，比如图像校正、图像对齐或两幅图像之间的相机运动计算（旋转和平移）等。一旦旋转和平移从所估计的单应性矩阵中提取出来，那么该信息将可被用来导航或是把3D物体模型插入到图像或视频中，使其可根据正确的透视来渲染，并且成为原始场景的一部分（请见增强现实）。
如果两幅图像之间的相机运动只有旋转而没有平移，那么这两幅图像通过单应性关联在一起（假定是针孔相机）。

### 3D的平面到平面公式
我们有两个相机a和b，这两个相机都向某平面中的点{\displaystyle P_{i}}看去。
把{\displaystyle P_{i}}的投影从b中的{\displaystyle {}^{b}p_{i}}转换到a中的点{\displaystyle {}^{a}p_{i}}：
{\displaystyle {}^{a}p_{i}=K_{a}\cdot H_{ba}\cdot K_{b}^{-1}\cdot {}^{b}p_{i}}
其中{\displaystyle H_{ba}}是
{\displaystyle H_{ba}=R-{\frac {tn^{T}}{d}}}
{\displaystyle R}是旋转矩阵，通过该矩阵b关于a旋转；t是从a到b的平移向量；n和d分别是平面的法向量和相機到平面的距离。
Ka和Kb是相机的内参数矩阵。
此图显示相机b在距离d处看向平面。
提示：从上图中可知，{\displaystyle n^{T}P_{i}}是向量{\displaystyle P_{i}}到{\displaystyle n^{T}}的投影，且等于d。因此{\displaystyle {\frac {tn^{T}}{d}}P_{i}=t}。而且我们有{\displaystyle H_{ba}P_{i}=RP_{i}-t}。

## 数学定义
齐次坐标以矩阵乘的方式来表示射影变换，因为使用笛卡儿坐标的话，矩阵乘无法执行透视射影所必需的除法运算。换句话说，透视射影在笛卡儿坐标下不是线性变换。
给定：
{\displaystyle p_{a}={\begin{bmatrix}x_{a}\\y_{a}\\1\end{bmatrix}},p_{b}^{\prime }={\begin{bmatrix}w^{\prime }x_{b}\\w^{\prime }y_{b}\\w^{\prime }\end{bmatrix}},\mathbf {H} _{ab}={\begin{bmatrix}h_{11}&h_{12}&h_{13}\\h_{21}&h_{22}&h_{23}\\h_{31}&h_{32}&h_{33}\end{bmatrix}}}
则：
{\displaystyle p_{b}^{\prime }=\mathbf {H} _{ab}p_{a}\,}
其中：
{\displaystyle \mathbf {H} _{ba}=\mathbf {H} _{ab}^{-1}.}
也即：
{\displaystyle p_{b}=p_{b}^{\prime }/w^{\prime }={\begin{bmatrix}x_{b}\\y_{b}\\1\end{bmatrix}}}

## 仿射单应性
当要计算单应性的图像区域比较小，或者图像要求焦距较长时，仿射单应性是更合适的模型。仿射单应性是广义单应性中的一种，它的最后一行固定为
{\displaystyle h_{31}=h_{32}=0,\;h_{33}=1.}